# Марсилья, Рене
Рене́ Марсилья́ (фр. René Marsiglia; 19 сентября 1959, Обань, Буш-дю-Рон — 25 сентября 2016) — французский футбольный тренер, в прошлом — защитник ряда французских клубов. Наибольшее количество игр провёл за «Ниццу» (185) и «Лилль» (148).

## Карьера

### Игрок
За свою карьеру футболиста выступал за целый ряд футбольных клубов Франции: «Кайоль», «Булонь», «Лилль», «Ланс», «Тулон», «Ницца» и «Амьен», в «Ницце» в 1990 году он стал капитаном команды.

### Тренер
15 ноября 2011 года возглавил «Ниццу», будучи до этого времени ассистентом главного тренера клуба. 21 мая 2012 года он покинул «Ниццу», выполнив задачу по сохранению клубом места в Лиге 1.
26 июня 2012 года он был назначен главным тренером эмиратского клуба «Дубай».
26 декабря 2013 года стал главным тренером французского «Нима», занимавшего на это время предпоследнее место в Лиге 2.